# タヤ・ヴァルキリー
タヤ・ヴァルキリー（Taya Valkyrie、キラー・ルネ・フォースター　Kira Renée Magnin-Forster、1983年10月22日 - ）は、カナダのプロレスラー、女性のプロレスラーであり、元フィットネスモデルで、元インパクト・レスリング所属選手時代に使用したリングネームタヤ・ヴァルキリーでよく知られている選手である。彼女は現在WWEと契約しており、フランキー・モネ（Franky Monet）というリング名でNXTブランドに出演している。

## 獲得タイトル
- DDTプロレスリング
  - アイアンマンヘビーメタルウェイトチャンピオンシップ（ 1回） [1]
- レスリングの未来のスター
  - FSWウィメンズチャンピオンシップ（1回） [2]
- レスリングに重い
  - レスリング女子選手権にヘビー（1回） [3]
- インパクト・レスリング
  - インパクトノックアウト王座（ 1回）
  - インパクト年末アワード（1回）
    - ノックアウトオブザイヤー（2019） [4]
- アイアンフィストレスリング
  - アイアンフィスト女子選手権（1回） [5]
- Lucha Libre AAA Worldwide
  - AAAレイナデレイナスチャンピオンシップ（ 3回） [6] [7]
  - 女性のルチャキャピタル（2018）
  - ルチャドラオブザイヤー（2014、2015） [8] [9]
- プロレスリング・イラストレーテッド
  - 2019年のPWI女子100人の女性シングルレスラートップ100の15位にランクインしました[10]
- スポーツイラストレイテッド
  - 2019年の年間最優秀女子プロレストップ10の5位にランクイン[11]